# Llacuna Merín
La llacuna Merín (castellà, Laguna Merín; portuguès, Lagoa Mirim) és una llacuna extensa, amb una superfície de 3.750 km³, ubicada a la frontera entre l'estat de Rio Grande do Sul (Brasil) i l'Uruguai. El seu nom deriva del vocable tupí-guaraní "Mi´Ri", que significa "petita". És la segona llacuna més gran del Brasil (tan sols més petita que la Lagoa dos Patos) i la primera de l'Uruguai.

## Geografia
La conca de la llacuna Merín té una superfície aproximada de 62.250 km², dels quals 29.250 km² (47%) pertanyen al Brasil i aproximadament 33.000 km² (53%) a l'Uruguai.
És, per tant, considerada una conca hidrogràfica fronterera i sobre la qual hi ha un acord d'aigües compartides (segons el Tractat de Limits, signat el 1909, i el Tractat de la Llacuna Merín, signat el 1977).
La llacuna Merín, com cos d'aigua principal de la conca hidrogràfica que porta el seu nom, té aproximadament 185 quilòmetres d'extensió, longitud mitjana de 20 quilòmetres i màxima de 37 quilòmetres. Les profunditats mitjanes naturals són d'1 a 2 metres a la zona nord, creixent a 4 metres sobre el centre, i arribant als 5 i 6 metres a la regió sud. Les seves costes i vores són baixes, amb profunditats mínimes i amb banyats.